# 1897 en sociologie
| Années de la sociologie : 1894 - 1895 - 1896 - 1897 - 1898 - 1899 - 1900    |
| Décennies de la sociologie : 1860 - 1870 - 1880 - 1890 - 1900 - 1910 - 1920 |

Cet article présente les événements de l'année 1897 dans le domaine de la sociologie.

## Publications

### Livres
- Émile Durkheim, Le Suicide
- Émile Durkheim, La Prohibition de l'inceste et ses origines